# Crítica psicològica
La crítica psicològica és un corrent de la crítica literària que prova d'analitzar la personalitat de l'autor a través dels seus escrits, seguint sobretot els postulats de Freud. S'expliquen els girs argumentals i determinats detalls de la ficció segons la biografia de l'autor, que de manera conscient o inconscient, plasma la seva cosmovisió als seus llibres.

## Exemples de Crítica psicológica
El psicoanalista Maurron va psicoanalitzar a Mallarmé, ja que al seu teatre apareixien moltes nimfes però mai cap persona estimada per ell. S'ha descobert que les nimfes representen a la seva difunta germana a la qual ell estimava.
Jones va psicoanalitzar l'obra de Shakespeare, Hamlet pel seu semblant amb el nom del seu fill Hammet mort i va concloure que Hamlet era un tribut i una recompensa per a Hammet, ja que Shakespeare va ser un mal pare.
Badreland va dividir els escriptors segons un tipus de paraules repetides en les seves poesies:
- Aire: Poetes romàntics
- Terra: Realistes
- Foc: Apassionants // Destructors
- Aigua: Metafísics // Tètrics

Badreland solament va tractar el caràcter dels autors no a les seves obres
En l'autor Kafka va trobar un "odi et amo" cap al seu pare. Lacan va estudiar "l'objecte a" que és un objecte o cosa que forma part del "jo" però que està separat del "jo" i que la seva relació és de mancança i de desig frustrat (sexe). També va ser qui va defensar que cadascú té una imatge perfecta de si mateix denominada "l'altre" amb la que ens motivem i ens frustrem. Defensa el concepte de pulsió (desig) i el de transferir (projectar coses negatives cap als altres).